# Kenji Koyano
Kenji Koyano (japanisch 小谷野 顕治 Koyano Kenji; * 22. Juni 1988 in der Präfektur Ibaraki) ist ein japanischer Fußballspieler.

## Karriere
Koyano erlernte das Fußballspielen in der Jugendmannschaft von Kashima Antlers. Seinen ersten Vertrag unterschrieb er 2007 bei Kashima Antlers. Der Verein spielte in der höchsten Liga des Landes, der J1 League. Für den Verein absolvierte er vier Erstligaspiele. 2012 wechselte er zum Ligakonkurrenten Albirex Niigata. Für den Verein absolvierte er 10 Erstligaspiele. 2014 wechselte er zum Zweitligisten Mito HollyHock. Für den Verein absolvierte er 28 Ligaspiele. 2016 wechselte er zum Drittligisten Gainare Tottori. Für den Verein absolvierte er 29 Ligaspiele.

## Erfolge
Kashima Antlers
- J1 League

Meister: 2007, 2008, 2009
- J.League Cup

Sieger: 2011
- Kaiserpokal

Sieger: 2007, 2010